# Lilly Among Clouds
Lilly Among Clouds (* 1989 in Straubing als Elisabeth Brüchner) ist eine deutsche Sängerin, Komponistin und Texterin.

## Leben
Lilly Among Clouds wuchs in einer musikalischen Familie in Niederbayern auf und lebt in der Nähe von Würzburg. Sie spielt Klavier und schreibt ihre Songs selbst. Sie ist beim Label PIAS Recordings unter Vertrag.
2019 nahm Lilly Among Clouds am deutschen Vorentscheid für den Eurovision Song Contest 2019, Unser Lied für Israel, mit dem Lied Surprise teil und wurde Dritte.

## Diskografie
- 2015: Lilly Among Clouds (EP)
- 2017: Aerial Perspective (Album)
- 2018: Wasting My Time (Single)[6]
- 2019: Surprise (Single)
- 2019: Love U 4ever (Single)
- 2019: Look at the Earth (Single)
- 2019: Girl Like Me (Single)
- 2019: Green Flash (Album)

## Auszeichnungen
- 2014: Preis für junge Kultur der Stadt Würzburg (als Lilly)[7]
- 2021: Bayerischer Kunstförderpreis in der Kategorie „Musik“